# Schismatothele lineata
Schismatothele lineata là một loài nhện trong họ Theraphosidae.
Loài này thuộc chi Schismatothele. Schismatothele lineata được Ferdinand Karsch miêu tả năm 1879.